# Хичин
Хичи́н (карач.-балк. хычын; хыцын) — коржик з тонкого тіста з домашнім сиром або м'ясною начинкою з зеленню, національна страва карачаївців та балкарців. За своєю престижністю вони оцінювалися у карачаївців і балкарців по-різному, але всі їхні різновиди були дуже популярними в народі. Вищою гостинністю господині будинку в минулому вважалося запрошення «на хичини». Це одна з найпочесніших страв в списку борошняних страв Карачаєво-Балкарської кухні. Будь-яке застілля було просто немислимо без хичину. Трапеза без хичина вважається бідною, особливо без хичина м'ясного.
Деякими своїми деталями хичини у балкарців відрізнялися від карачаївських. Балкарський хичин робили дуже тонким і пекли на сухій сковороді, потім змащуючи невеликою кількістю масла. Карачаївці ж хичини того ж розміру робили значно товщі (в порівнянні з балкарськими — в кілька разів) і смажили, як правило, у великому казані з киплячим жиром або вершковим маслом.

## Особливості приготування
- У балкарських хичинах при приготуванні тіста використовується тільки вода, борошно та сіль.
- Коржики круглої форми дуже тонко розкочуються.
- Тонко розкатані коржі смажаться з двох сторін на розпеченій сковороді і змащуються вершковим маслом.
- Під час смаження хичин роздувається до кулястої форми.[1]